# Trevor Lawrence
William Trevor Lawrence, född 6 oktober 1999 i Knoxville, USA, är en amerikansk fotbollsspelare som spelar för Jacksonville Jaguars i National Football League (NFL) som quarterback.